# Yanbergen
Yanbergen eller Yanshan (燕山; Yānshān) är en bergskedja i norra Hebei i Kina. Bergskedjan sträcker sig från Chaobaiflodens dal i väster till Shanhaipasset i öster.  Yanbergets högsta topp finns norr om Xinglong och mäter 2 116 meter över havet. Den östra sträckningen av kinesiska muren följer Yanberget med bland annat den strategiska passagen Gubeikou.